# أوبيرابا
أوبيرابا هي مدينة، وبلدية في البرازيل، تتبع ميناس جرايس، بلغ عدد سكانها 340.277  نسمة، في 2021، تبلغ مساحتها 4.512٫135 كيلومتر مربع

## الموقع
تشترك في الحدود مع:
- Água Comprida [الإنجليزية]‏
- Delta, Minas Gerais [الإنجليزية]‏
- Ituverava [الإنجليزية]‏
- Conquista, Minas Gerais [الإنجليزية]‏.

## أعلام
- جواو مينيزيس
- ديلسون فيريرا
- أنطونيو ألبرتو كيمارايس ريزيند
- رودريغو ميندز
- ألفارو ليوبيز كانكادو
- جيلما سانتوس
- شيكو كزافييه